# Open de Suède Vårgårda
L' Open de Suède Vårgårda és una cursa ciclista femenina que es disputa anualment a Vårgårda, al comtat de Västra Götaland (Suècia). La cursa està composta per dues proves. Una cursa en línia creada al 2006, i una contrarellotge per equips (Open de Suède Vårgårda TTT), creada al 2008. Les dues curses van formar part de la Copa del Món de ciclisme femení fins al 2015, i de la UCI Women's WorldTour a partir del 2016.

## Palmarès individual
| Any  | Vencedora            | Segona            | Tercera          |         |
| ---- | -------------------- | ----------------- | ---------------- | ------- |
| 2006 | Susanne Ljungskog    | Nicole Cooke      | Monica Holler    |         |
| 2007 | Chantal Beltman      | Karin Thürig      | Noemi Cantele    |         |
| 2008 | Kori Seehafer        | Kimberly Anderson | Charlotte Becker |         |
| 2009 | Marianne Vos         | Kirsten Wild      | Emma Johansson   |         |
| 2010 | Kirsten Wild         | Adrie Visser      | Emma Johansson   |         |
| 2011 | Annemiek van Vleuten | Ellen van Dijk    | Nicole Cooke     |         |
| 2012 | Iris Slappendel      | Hanka Kupfernagel | Marianne Vos     |         |
| 2013 | Marianne Vos         | Emma Johansson    | Amy Pieters      |         |
| 2014 | Chantal Blaak        | Amy Pieters       | Roxane Knetemann |         |
| 2015 | Jolien D'Hoore       | Giorgia Bronzini  | Lisa Brennauer   |         |
| 2016 | Emilia Fahlin        | Lotta Lepistö     | Chantal Blaak    |         |
| 2017 | Lotta Lepistö        | Marianne Vos      | Leah Kirchmann   |         |
| 2018 | Marianne Vos         | Kirsten Wild      | Lotta Lepistö    |         |
| 2019 | Marta Bastianelli    | Marianne Vos      | Lorena Wiebes    |         |
| 2020 | suspesa              | suspesa           | suspesa          | suspesa |
| 2021 | suspesa              | suspesa           | suspesa          | suspesa |
| 2022 | Audrey Cordon-Ragot  | Pfeiffer Georgi   | Valerie Demey    |         |
| 2023 | suspesa              | suspesa           | suspesa          | suspesa |

## Palmarès CRE
| Any  | Vencedor | Segon | Tercer |
| ---- | --- | --- | --- |
| 2008 | Cervélo Lifeforce · Priska Doppmann · Karin Thürig · Christiane Soeder · Carla Ryan · Sarah Düster · Pascale Schnider                      | Team Columbia Women · Linda Villumsen · Ina-Yoko Teutenberg · Alexis Rhodes · Kimberly Anderson · Emilia Fahlin · Luise Keller     | Nürnberger Versicherung · Charlotte Becker · Suzanne de Goede · Christina Becker · Marie Lindberg · Larissa Kleinmann · Edita Pucinskaite |
| 2009 | Cervélo TestTeam Women · Kristin Armstrong · Regina Bruins · Carla Ryan · Christiane Soeder · Kirsten Wild · Sarah Düster                  | Team Columbia Women · Kimberly Anderson · Chantal Beltman · Emilia Fahlin · Ina-Yoko Teutenberg · Ellen van Dijk · Linda Villumsen | Team Flexpoint · Susanne Ljungskog · Mirjam Melchers · Loes Gunnewijk · Loes Markerink · Trine Schmidt · Iris Slappendel                  |
| 2010 | Cervélo TestTeam Women · Charlotte Becker · Regina Bruins · Iris Slappendel · Kirsten Wild                                                 | Team HTC-Columbia Women · Judith Arndt · Ellen van Dijk · Adrie Visser · Linda Villumsen                                           | Team Nederland Bloeit · Liesbet De Vocht · Loes Gunnewijk · Annemiek van Vleuten · Marianne Vos                                           |
| 2011 | HTC-Highroad Women · Judith Arndt · Charlotte Becker · Amber Neben · Ellen van Dijk                                                        | AA Drink-Leontien.nl Cycling · Kirsten Wild · Trixi Worrack · Lucinda Brand · Linda Villumsen                                      | Team Garmin-Cervélo Women · Elizabeth Armitstead · Noemi Cantele · Emma Pooley · Iris Slappendel · Sharon Laws                            |
| 2012 | Specialized-Lululemon · Evelyn Stevens · Ina-Yoko Teutenberg · Trixi Worrack · Amber Neben · Ellen van Dijk · Charlotte Becker             | Orica-AIS · Judith Arndt · Linda Villumsen · Shara Gillow · Claudia Häusler · Loes Gunnewijk · Alexis Rhodes                       | Stichting Rabo Women · Marianne Vos · Tatiana Antóixina · Iris Slappendel · Thalita de Jong · Liesbet De Vocht · Roxane Knetemann         |
| 2013 | Specialized-Lululemon · Evelyn Stevens · Lisa Brennauer · Trixi Worrack · Ellen van Dijk ·                                                 | Rabo Women · Marianne Vos · Lucinda Brand · Annemiek van Vleuten · Thalita de Jong                                                 | Orica-AIS · Melissa Hoskins · Shara Gillow · Emma Johansson · Amanda Spratt                                                               |
| 2014 | Specialized-Lululemon · Chantal Blaak · Lisa Brennauer · Karol-Ann Canuel · Carmen Small · Evelyn Stevens · Trixi Worrack                  | Rabo-Liv Women · Lucinda Brand · Thalita de Jong · Roxane Knetemann · Anna van der Breggen · Annemiek van Vleuten · Marianne Vos   | Boels-Dolmans · Elizabeth Armitstead · Megan Guarnier · Romy Kasper · Christine Majerus · Katarzyna Pawłowska · Ellen van Dijk            |
| 2015 | Rabo-Liv Women · Lucinda Brand · Thalita de Jong · Shara Gillow · Katarzyna Niewiadoma · Moniek Tenniglo · Anna van der Breggen            | Velocio-SRAM · Alena Amialiusik · Lisa Brennauer · Karol-Ann Canuel · Élise Delzenne · Mieke Kröger · Trixi Worrack                | Boels-Dolmans · Elizabeth Armitstead · Chantal Blaak · Romy Kasper · Christine Majerus · Katarzyna Pawłowska · Evelyn Stevens             |
| 2016 | Boels-Dolmans · Elizabeth Armitstead · Chantal Blaak · Ellen van Dijk · Karol-Ann Canuel · Katarzyna Pawłowska · Evelyn Stevens            | Cervélo Bigla · Ashleigh Moolman · Joëlle Numainville · Stephanie Pohl · Lotta Lepistö · Lisa Klein · Nicole Hanselmann            | Rabo-Liv Women · Anouska Koster · Roxane Knetemann · Shara Gillow · Marianne Vos · Moniek Tenniglo · Anna van der Breggen                 |
| 2017 | Boels-Dolmans · Chantal Blaak · Karol-Ann Canuel · Amalie Dideriksen · Christine Majerus · Amy Pieters · Anna van der Breggen              | Cervélo Bigla · Nicole Hanselmann · Lisa Klein · Clara Koppenburg · Lotta Lepistö · Ashleigh Moolman · Cecilie Uttrup Ludwig       | Canyon-SRAM Racing · Hannah Barnes · Lisa Brennauer · Elena Cecchini · Mieke Kröger · Alexis Ryan · Trixi Worrack                         |
| 2018 | Boels-Dolmans Cycling Team · Chantal Blaak · Karol-Ann Canuel · Amalie Dideriksen · Christine Majerus · Amy Pieters · Anna van der Breggen | Sunweb · Lucinda Brand · Leah Kirchmann · Juliette Labous · Floortje Mackaij · Pernille Mathiesen · Coryn Rivera                   | Cervélo Bigla · Ann-Sophie Duyck · Clara Koppenburg · Lotta Lepistö · Cecilie Uttrup Ludwig · Ashleigh Moolman · Emma Cecilie Norsgaard   |
| 2019 | Trek–Segafredo Audrey Cordon-Ragot Elisa Longo Borghini Ellen van Dijk Tayler Wiles Ruth Winder Trixi Worrack                              | Canyon–SRAM Alena Amialiusik Alice Barnes Hannah Barnes Elena Cecchini Lisa Klein                                                  | Team Sunweb Lucinda Brand Leah Kirchmann Juliette Labous Floortje Mackaij Pernille Mathiesen Coryn Rivera                                 |
| 2020 | No hi ha cursa degut a la pandèmia del COVID-19                                                                                            | No hi ha cursa degut a la pandèmia del COVID-19                                                                                    | No hi ha cursa degut a la pandèmia del COVID-19                                                                                           |
| 2021 | No hi ha cursa degut a la pandèmia del COVID-19                                                                                            | No hi ha cursa degut a la pandèmia del COVID-19                                                                                    | No hi ha cursa degut a la pandèmia del COVID-19                                                                                           |
| 2022 | Trek–Segafredo Ellen van Dijk Audrey Cordon-Ragot Amalie Dideriksen Shirin van Anrooij                                                     | SD Worx Chantal van den Broek-Blaak Demi Vollering Christine Majerus Blanka Vas Elena Cecchini                                     | Team DSM Francesca Barale Esmée Peperkamp Pfeiffer Georgi Lorena Wiebes Floortje Mackaij                                                  |